# 아이패드 (9세대)
아이패드 10.2인치(공식적으로 아이패드 (9세대), 아이패드 9라고도 함)는 애플이 개발한 태블릿 컴퓨터이다. 2021년 9월 14일에 발표되었다.

## 특징
9세대 아이패드는 7세대와 8세대 아이패드와 동일한 디자인을 가지고 있지만, 모든 색상 옵션은 검은색 화면 베젤과 함께 제공되며 골드 옵션은 제거되었다. 애플 펜슬(1세대), 스마트 키보드 및 스마트 커넥터와 호환된다. 애플 A13 바이오닉 칩을 사용하며, 애플은 전작에 비해 CPU, GPU, 뉴럴 엔진이 20% 향상된 성능을 제공한다고 주장한다. 기존 모델과 동일한 10.2인치 레티나 디스플레이를 탑재해 264PPI의 밀도로 1620x2160픽셀을 구현했으며 트루톤 기술을 탑재해 주변 조명 온도에 따라 디스플레이 온도를 조절할 수 있다. 기존 모델의 1.2MP 카메라 대신 12MP 전면 카메라가 새로 장착됐는데, 동영상 녹화 및 통화 시 사용자를 감지하고 그에 맞춰 카메라 뷰를 움직이는 Center Stage 기술이 특징이다. 후면 8 MP 카메라는 이전 아이패드 에어 2의 것이다. 기본 스토리지는 두 배가 되어 64GB가 된다. iPadOS 15는 출시 시점에 사전 설치되어 있다.

## 평가
뉴욕타임스는 지난 2022년 9세대 아이패드를 "거의 누구에게나 최고의 태블릿"이라고 칭하며 가격과 성능, 기능을 칭찬했다.